# Leopards (rugby)
Leopards (conocido como Luiperds en afrikáans) es un equipo profesional de rugby con sede en la ciudad de Potchefstroom, Provincia del Noroeste, en Sudáfrica. Participa anualmente en la Currie Cup y en las diferentes competencias nacionales.
Es representado por los Lions en el United Rugby Championship.

## Historia
Fue fundada en 1920, hasta el año 1995 mantuvo el nombre de Western Transvaal, de 1996 a 1999 se llamaron North West, en 1999 adquirieron su actual denominación.
Desde el año 1920 participa en la principal competición entre clubes provinciales de Sudáfrica, donde ha obtenido varios campeonatos de segunda división
Ha enfrentado a los British and Irish Lions en 6 ocasiones obteniendo un triunfo y cinco derrotas, además ha derrotado a las selecciones de Australia e Italia.

## Palmarés
- Currie Cup First Division (2): 2015, 2021

- W.V. Simkins Trophy (3): 1991, 1992, 1993

- Bankfin Cup (2): 1992, 1993